# Gaebong-dong
Gaebong-dong (koreanska: 개봉동) är en stadsdel i stadsdistriktet Guro-gu i Sydkoreas huvudstad Seoul. 

## Indelning
Administrativt är Gaebong-dong indelat i:
| Namn    | Namn                | Yta km² | Invånare 31 dec 2020 |
| ------- | ------------------- | ------- | -------------------- |
| 개봉1동 | Gaebong 1(il)-dong  | 1,31    | 35 239               |
| 개봉2동 | Gaebong 2(i)-dong   | 0,80    | 32 218               |
| 개봉3동 | Gaebong 3(sam)-dong | 0,81    | 21 284               |